# Torre del Reloj (Esmirna)
Torre del Reloj de Esmirna (en turco, İzmir Saat Kulesi) es una histórica torre de reloj situada en la zona Konak, de Esmirna (Turquía). El reloj fue diseñado por el arquitecto de Esmirna de origen francés Raymond Charles Père, y fue construido en 1901 para recordar el 25º aniversario de la ascensión al trono de Abdülhamid II, que fue rey desde 1879 hasta 1909.